# Cyphomyia gracilicornis
Cyphomyia gracilicornis är en tvåvingeart som beskrevs av Gerstaecker 1857. Cyphomyia gracilicornis ingår i släktet Cyphomyia och familjen vapenflugor. Inga underarter finns listade i Catalogue of Life.